# Me!
Me! è un singolo della cantante statunitense Taylor Swift, pubblicato il 26 aprile 2019 come primo estratto dal settimo album in studio Lover.
Il brano, che vede la collaborazione di Brendon Urie, il frontman dei Panic! at the Disco, è stato scritto dai due stessi interpreti insieme a Joel Little, che ne è anche il produttore insieme alla stessa interprete.

## Pubblicazione
Il 13 aprile la cantante ha fatto iniziare un countdown sul suo sito ufficiale e sui suoi canali social con scadenza per il 26 aprile. Ha quindi iniziato a pubblicare un indizio ogni giorno, alludendo alla pubblicazione di nuova musica, senza mai dichiarare di cosa si trattasse. Solo il giorno prima della pubblicazione la cantante ha annunciato il singolo attraverso un murale dell'artista Kelsey Montague nel quartiere The Glutch di Nashville, da lei stesso commissionato. Ha poi confermato il titolo e la pubblicazione dello stesso per la mezzanotte del 26 aprile durante un'intervista con Robin Roberts sulla rete televisiva statunitense ABC trasmessa la sera precedente.

## Composizione
Me! è un brano bubblegum pop e synth pop scritto e composto da Taylor Swift, Brendon Urie e Joel Little, e prodotto dalla Swift con Little. È composto in chiave di Do maggiore, con un tempo di 91 battiti per minuto. La voce dei cantanti raggiunge note dal Fa2 al Mi4 (F3-E5). In un'intervista con Robin Roberts, la cantante ha affermato che il contenuto della canzone riguarda l'"accettare la propria individualità e farla propria", aggiungendo che "con una canzone pop abbiamo l'abilità di creare una melodia che resti in testa alle persone, e voglio che sia una melodia che faccia sentire meglio la gente".
All'interno dell'album Lover l'artista ha deciso di includere una versione di Me! in cui non è presente la frase "hey, kids, spelling is fun!", a causa delle critiche ricevute.

## Accoglienza
Me! ha ricevuto recensioni contrastanti dai critici musicali. Scrivendo per Rolling Stone, Rob Sheffield ha definito la canzone "esagerata", "spumeggiante" e "un canonico singolo di lancio di Taylor Swift". Rob Harvilla di The Ringer ha affermato che "Me! è una stucchevolmente bizzarra canzone Disney con un ritornello che ti rimane in testa". Jason Lipshutz, editore per la rivista musicale Billboard, ha paragonato il pezzo a Blank Space, singolo della Swift del 2014, con la differenza che è "molto più allegro e senza un grammo di sarcasmo o di irriverenza". Hugh McIntyre di Forbes ha scritto che Me! "non è soltanto una canzone pop, è la fuga momentanea dalla realtà di cui abbiamo bisogno". Erin Vanderhoof di Vanity Fair ha definito il brano "piuttosto inoffensivo, ma orecchiabile", apprezzando la sintonia fra i due interpreti. Roisin O'Connor di The Independent ha scritto che "ancora una volta, Taylor Swift ha provato la sua maestria nel creare una canzone pop orecchiabile durante quella che è ad oggi una delle sue più drastiche reinvenzioni di carriera".
In un articolo intitolato "ME! è tutto quello che c'è di sbagliato nella musica pop" pubblicato sulla rivista The Atlantic, Spencer Kornhaber ha affermato che il brano "non ha quasi nessuno degli elementi che in passato hanno reso Taylor Swift interessante, ma ha un urlo di delfino come ritornello". Scrivendo per Pitchfork, Anna Gaca ha definito Me! "una vetrina per gli aspetti peggiori e più deboli del lavoro di Taylor Swift", aggiungendo che "non sarebbe difficile scrivere una canzone migliore". Rhian Daly del NME ha scritto che il testo di Me! "è superficiale nel trattare il tema dell'autostima e dell'accettazione di se stessi", definendolo "quel tipo di vuota #positività nelle frasi scritte sui biglietti di auguri o come slogan sulle magliette". Scrivendo per il Los Angeles Times, Mikael Wood ha affermato che la canzone contiene "il testo più debole della carriera di Taylor Swift" e che "nulla in questa canzone fa migliorare la nostra opinione su di lei". Carl Wilson della rivista Slate ha definito il pezzo "frivolo e insignificante", aggiungendo che i due interpreti "si limitano a trascinarsi attraverso un numero di riconciliazione fra fidanzatini che sembra uscito da un musical per adolescenti". Kate Solomon del Daily Telegraph ha argomentato che con Me! la Swift "ha ideato quella che potrebbe essere definita la canzone peggiore della sua carriera", aggiungendo che "il punto più basso è raggiunto quando la cantante urla, 'hey bambini, è divertente fare lo spelling!' ('hey kids, spelling is fun!') come se fosse un supervisore ad un campo estivo che è andato in fibrillazione nel notare che 'non puoi scrivere meraviglioso senza me' ('you can't spell awesome without me')". Anche Alice Webb-Liddall di The Spinoff ha criticato la famigerata frase sullo spelling, affermando che era "pronta ad apprezzare la canzone" fino a quel momento, ma che a quel punto si è sentita "nauseata". Scrivendo per la stessa pubblicazione, Matthew McAuley ha aggiunto che Brendon Urie "ha tirato fuori ogni modo per rovinare questo brano". In un'altra recensione pubblicata su The Independent a cura di Alexandra Pollard, la canzone è descritta come "così blandamente non controversa che non c'è letteralmente nulla da commentare".

## Video musicale
Il video del brano, diretto da Dave Meyers e da Taylor Swift, è stato postato sul canale YouTube della cantante in concomitanza con la sua pubblicazione commerciale. Il video ha riscosso subito successo, è infatti entrato nelle tendenze del momento e ha ottenuto 65,2 milioni di visualizzazioni nelle prime 24 ore ottenendo, al tempo, il terzo numero più alto di visualizzazioni in un giorno e il primo per quanto riguarda i video di cantanti donne soliste.
Il video, ambientato all'interno di una crisalide, si apre con un serpente che striscia fino ad esplodere, trasformandosi in uno sciame di farfalle in riferimento alla fine dell'album precedente, Reputation, il cui simbolo erano appunto i serpenti, e all'inizio di una nuova era. Si passa quindi ad una scena in cui i due interpreti hanno un'accesa discussione in francese, con tanto di sottotitoli, all'interno di un edificio. La canzone inizia quando la cantante lascia l'appartamento e chiude la porta dietro di sé. Il resto del video vede Taylor Swift e Brendon Urie cantare in vari luoghi di un'immaginaria francese, fino a concludersi con la coppia che fa rientro nell'appartamento mostrato all'inizio. Scrivendo per la rivista Variety, Chris Willman ha descritto la clip come un "gioiello fantasmagorico" che induce ad un'immediata "scarica di zuccheri".
Subito dopo la pubblicazione del video la cantante ha rivelato la presenza di varie easter egg nella clip, con indizi riguardanti la sua prossima tournée, nonché titolo del singolo successivo e dell'album. È infine emerso che "calme-toi, s'il te plaît" ("calmati, per favore"), una frase in francese detta da Brendon Urie all'inizio del video, anticipava il titolo del secondo singolo You Need to Calm Down, e che la scritta "lover" che compare nel cielo durante una scena faceva riferimento al titolo dell'album.

## Esibizioni dal vivo
Il 1º maggio 2019 Taylor Swift e Brendon Urie hanno aperto la cerimonia dei Billboard Music Awards con un'esibizione di Me!. Il successivo 21 maggio i due cantanti hanno eseguito la canzone alla finale della sedicesima edizione del talent show statunitense The Voice. Hanno poi cantato il pezzo il 1º giugno 2019 al Wango Tango.
Taylor Swift si è esibita con una versione solista di Me! durante la finale della quattordicesima edizione di Germany's Next Topmodel il 23 maggio 2019 e nella puntata del successivo 25 maggio dell'ottava edizione della versione francese di The Voice insieme a Shake It Off. Ha inoltre eseguito il brano dal vivo durante la puntata del Graham Norton Show andata in onda nel Regno Unito lo stesso giorno.

## Tracce
CD singolo (Stati Uniti), download digitale
1. Me! (feat. Brendon Urie of Panic! at the Disco) – 3:13

7", 12"
- Lato A

1. Me! – 3:13

- Lato B

1. Me! – 3:13

CD, download digitale, 7", 12" – versione live
1. Me! (Billboard Music Awards Live Rehearsal Audio) – 4:14

Download digitale – Live from Paris
1. Me! (Live from Paris) – 3:33

## Formazione
Musicisti
- Taylor Swift – voce
- Brendon Urie – voce aggiuntiva
- Joel Little – tastiera, programmazione delle percussioni, sintetizzatore, chitarra

Produzione
- Joel Little – produzione, registrazione
- Taylor Swift – produzione
- John Rooney – assistenza all'ingegneria acustica
- Șerban Ghenea – missaggio
- John Hanes – assistenza al missaggio
- Randy Merrill – mastering

## Successo commerciale

### Stati Uniti
Me! ha debuttato alla 100ª posizione della classifica statunitense dei singoli, la Billboard Hot 100, nella settimana del 4 maggio 2019, grazie a tre giorni di rotazione radiofonica in cui ha accumulato 36,9 milioni di ascoltatori. È risultata la 27ª canzone più ascoltata in radio della settimana. La settimana successiva è salita di 98 posizioni al 2º posto, effettuando il salto più lungo nella storia della Hot 100, record precedentemente detenuto dal salto di 96 posizioni di My Life Would Suck Without You di Kelly Clarkson a gennaio 2009. Me! ha venduto 193000 copie digitali nei suoi primi sette giorni di disponibilità, ed è stata la seconda canzone più riprodotta in streaming della settimana dietro ad Old Town Road di Lil Nas X, leader della Hot 100 nella stessa settimana, con 50,7 milioni di ascolti. In radio è stata la 13ª canzone più ascoltata con un'audience di 54,1 milioni di persone. È il 23º singolo di Taylor Swift ad entrare nella top ten statunitense, nonché il suo 57º nella top forty. La settimana successiva è scesa di una posizione nella Billboard Hot 100 piazzandosi 3ª. Ha venduto altre 29000 copie digitali, rendendola la 4ª canzone più scaricata, e ha ottenuto 26,8 riproduzioni in streaming, posizionandosi 5ª nella classifica dedicata. In radio è risultata il 10º brano più ascoltato della settimana con 62,2 milioni di ascoltatori, diventando la 15ª top ten di Taylor Swift nella classifica radiofonica statunitense. È rimasta in top ten per le due settimane successive, rispettivamente alle posizioni 8ª e 9ª, prima di cadere all'11ª nella quinta settimana. Nella settimana del 7 settembre, con la pubblicazione di Lover, il singolo è risalito dalla 58ª posizione all'11ª.

### Regno Unito
Nel Regno Unito Me! ha debuttato al 3º posto della Official Singles Chart, diventando il 12º brano nella top ten britannica per Taylor Swift. Ha totalizzato 65761 unità nella prima settimana, di cui 14479 download digitali. È risultata la canzone più acquistata sulle piattaforme digitali in Scozia, e la seconda più comprata della settimana nell'intero Regno Unito. Nella seconda settimana è sceso di quattro posizioni alla 7ª con altre 45948 unità vendute, e poi alla 9ª la settimana successivà con altre 39973 unità di vendita. Nella quarta settimana ha lasciato la top ten britannica, vendendo altre 31561 unità e posizionandosi 12ª. Ha perso un'ulteriore posizione la settimana successiva, ma ha venduto abbastanza da superare la soglia delle 200000 unità vendute in suolo britannico, e ha quindi ottenuto la certificazione di disco d'argento dalla British Phonographic Industry.

### Australia
In Australia il singolo è entrato al 2º posto nella classifica dei singoli, diventando il primo singolo di lancio di Taylor Swift da We Are Never Ever Getting Back Together (2012) a non raggiungere la vetta della classifica. Ha trascorso tre settimane in top ten e ha ottenuto il disco d'oro dall'Australian Recording Industry Association dopo quattro settimane e il disco di platino dopo sei, in riconoscenza alle oltre 70000 unità vendute a livello nazionale. Me! ha inoltre debuttato al 3º posto nella classifica radiofonica australiana, mantenendo la posizione per sei settimane consecutive.

## Classifiche

### Classifiche settimanali
| Classifica (2019) | Posizione massima |
| ----------------- | ----------------- |
| Argentina         | 42                |
| Australia         | 2                 |
| Austria           | 7                 |
| Belgio (Fiandre)  | 20                |
| Belgio (Vallonia) | 36                |
| Canada            | 2                 |
| Corea del Sud     | 137               |
| Croazia           | 2                 |
| Danimarca         | 19                |
| Estonia           | 5                 |
| Finlandia         | 16                |
| Francia           | 66                |
| Germania          | 12                |
| Giappone          | 22                |
| Grecia            | 4                 |
| Irlanda           | 5                 |
| Islanda           | 4                 |
| Italia            | 19                |
| Lettonia          | 4                 |
| Libano            | 2                 |
| Lituania          | 5                 |
| Lussemburgo       | 4                 |
| Malaysia          | 2                 |
| Norvegia          | 9                 |
| Nuova Zelanda     | 3                 |
| Paesi Bassi       | 21                |
| Polonia           | 10                |
| Portogallo        | 11                |
| Regno Unito       | 3                 |
| Repubblica Ceca   | 5                 |
| Romania           | 67                |
| Singapore         | 21                |
| Slovacchia        | 4                 |
| Slovenia          | 7                 |
| Spagna            | 36                |
| Stati Uniti       | 2                 |
| Svezia            | 11                |
| Svizzera          | 12                |
| Ucraina           | 67                |
| Ungheria          | 4                 |

### Classifiche di fine anno
| Classifica (2019) | Posizione |
| ----------------- | --------- |
| Australia         | 68        |
| Belgio (Fiandre)  | 80        |
| Canada            | 35        |
| Islanda           | 95        |
| Polonia           | 100       |
| Portogallo        | 193       |
| Regno Unito       | 71        |
| Slovenia          | 49        |
| Stati Uniti       | 43        |
| Ungheria          | 97        |